# Sexy Beast
Sexy Beast er en britisk kriminalfilm fra 2000. Filmen var Glazers debutfilm. Glazer havde tidligere instrueret musikvideoer og reklamer for bl.a. Guinness og Levi's.
Ray Winstone ses som filmens hovedrolle, mens Ben Kingsley og Ian McShane ses i birollerne.

## Oversigt
Gal Dove (Winstone) har trukket sig tilbage fra sit tidligere gangsterliv og nyder den solrige tilværelse i sin spanske villa sammen med sin smukke kone. Men en dag møder Gals gamle bekendtskab, Don Logan (Kingsley), op for at "overtale" Gal til et sidste kup.
Filmen har modtaget gode anmeldelser og har en 85% score på Rotten Tomatoes og 7,3 ud af 10 på IMDb. 
Ben Kingsley fik meget ros for sin rolle i filmen og blev endda nomineret til en Oscar for bedste mandlige birolle. Kingsley har senere sagt, at han baserede Don Logan-karakteren på sin bedstemor.